# Shady Spring
Shady Spring és una concentració de població designada pel cens dels Estats Units a l'estat de Virgínia de l'Oest. Segons el cens del 2000 tenia 2.078 habitants.

## Demografia
Segons el cens del 2000, Shady Spring tenia 2.078 habitants, 869 habitatges, i 636 famílies. La densitat de població era de 126,5 habitants per km².
Dels 869 habitatges en un 27,5% hi vivien nens de menys de 18 anys, en un 59,8% hi vivien parelles casades, en un 10% dones solteres, i en un 26,7% no eren unitats familiars. En el 24,3% dels habitatges hi vivien persones soles l'11,4% de les quals corresponia a persones de 65 anys o més que vivien soles. El nombre mitjà de persones vivint en cada habitatge era de 2,39 i el nombre mitjà de persones que vivien en cada família era de 2,82.
Per edats la població es repartia de la següent manera: un 21% tenia menys de 18 anys, un 8% entre 18 i 24, un 28,2% entre 25 i 44, un 26,7% de 45 a 60 i un 16% 65 anys o més.
L'edat mediana era de 40 anys. Per cada 100 dones de 18 o més anys hi havia 93,1 homes.
La renda mediana per habitatge era de 90.464 $ i la renda mediana per família de 136.810 $. Els homes tenien una renda mediana de 93.821 $ mentre que les dones 88.363 $. La renda per capita de la població era de 80.872 $. Entorn de l'1,4% de les famílies i el 2,1% de la població estaven per davall del llindar de pobresa.

## Poblacions properes
El següent diagrama mostra les poblacions més properes.

## Personatges il·lustres
- Basil Plumley, sergent major de comandament de l'exèrcit dels Estats Units